# 威普索薩德爾 (愛達荷州)
威普索薩德爾（英語：Whipsaw Saddle）是位於美國愛達荷州愛達荷縣的一個非建制地區。該地的面積和人口皆未知。

## 地理
威普索薩德爾的座標為45°47′34″N 116°20′58″W / 45.79278°N 116.34944°W，而該地的平均海拔高度為1045米（即3428英尺）。